# Игрална конзола
Игралната (или игрова) конзола (на английски: video game console) представлява интерактивно развлекателно електронноизчислително устройство изпълняващо видеоигри. Модерните конзоли често включват и множество други функции, като възпроизвеждане на мултимедийно съдържание (изображения, музика, филми), достъп до Интернет (уеб, изтегляне и обновяване на игри, комуникация) и пр. Това ги доближава, до известна степен, до персоналните компютри, но за разлика от тях игралните конзоли са създадени предимно за забавление. Това определя и техния дизайн, целящ максимална леснота и удобство при използването им за сметка на тяхната универсалност.

## Название
„Конзола“ в наименованието идва от факта, че първите игрални конзоли (и повечето съвременни) не са били самостоятелни устройства, а са се включвали към външен дисплей (монитор или телевизор). При по-късната поява на преносимите игрални конзоли, терминът широко се прилага и за тях, налагайки се в употреба, въпреки че те са всъщност самостоятелни игрални системи, а не конзоли.

## Емулация и обратна съвместимост
Както и останалите потребителски електронни устройства, видео конзолите имат ограничено време на живот. Тъй като има интерес към запазване на игрите от стария хардуер, компютърните инженери и хакерите разработват емулатори, които да симулират работата на старите устройства на по-новите. Разработването на такива софтуерни емулатори е законно, но съществуват неизяснени правни въпроси, свързани с авторските права, например придобиване на фърмуера на конзолата и на копия на ROM изображение от играта, които според Закона за авторското право в цифровото хилядолетие на САЩ (lang|en|Digital Millennium Copyright Act) не се разрешават, освен за определени архивни цели. Въпреки че самата емулация е законна, от Nintendo признават, че са против всякакви опити за емулиране на нейните системи и компанията е предприела съдебни действия срещу такива проекти.
За да подпомогнат поддръжката на по-стари игри и прехода към нови конзоли, производителите започват да поддържат обратна съвместимост на конзолите от едно и също семейство. Сони е първата, която прави това с домашната конзола PlayStation 2, която може да възпроизвежда оригинално съдържание на PlayStation и впоследствие това се превръща в търсена функция в много последващи конзоли. Функционалността за обратна съвместимост включва както директна поддръжка за по-стари конзолни игри на по-новите конзоли, като например в семейството на конзолите Xbox, така и разпространението на емулирани игри като виртуалната конзола за Нинтендо Wii или използването на услуги за облачни игри за по-старите игри, например PlayStation Now.

## Устройство
Една типична игрална конзола включва следните компоненти:
- Основен модул – представлява корпус и поместените в него дънна платка, оперативна памет, процесор, някакъв копроцесор (мултимедиен, GPU или друг) и външно запаметяващо устройство. Има интерфейси за игрални контролери, дисплей и др.
- Захранващ блок – трансформира променливия ток в прав ток за нуждите на основния модул.
- Контролери – позволяват на потребителя да взаимодейства с изобразяваните на екрана обекти.
- Дисплей – монитор или телевизор; технически той не е част от конзолата (с изключение на преносимите такива), но е необходим за функционирането ѝ.
- Информационни носители – също не са част от самата конзола; върху тях се записва програмния код на видеоигрите. Съществуват разнообразни видове носители: ROM касетки, оптични дискове (CD, DVD, BluRay дискове), флашкарти и пр.

Преносимите конзоли включват всички изброени компоненти (с изключение на външните носители) в тялото на основния си модул.